# جامار نيكولاس
جامار نيكولاس (بالإنجليزية: Jamar Nicholas)‏ هو رسام كارتون أمريكي، ولد في 18 مارس 1973 في فيلادلفيا في الولايات المتحدة.

## وصلات خارجية
- الموقع الرسمي